# Добри Дол (Сопиште)
Добри Дол (мкд. Добри Дол) је насеље у Северној Македонији, у северном делу државе. Добри Дол припада општине Сопиште, која окупља јужна предграђа Града Скопља.

## Географија
Добри Дол је смештен у северном делу Северне Македоније. Од најближег већег града, Скопља, насеље је удаљено 15 km јужно.
Насеље Добри Дол је у оквиру историјске области Кршијак, која се обухвата долину Маркове реке, јужно од Скопског поља. Насеље је смештено на југоисточним падинама планине Водно. Ка југу се тло спушта у долину Маркове реке. Надморска висина насеља је приближно 450 метара.
Месна клима је континентална.

## Становништво
Добри Дол је према последњем попису из 2002. године имао 431 становника.
Претежно становништво у насељу су етнички Македонци (98%).
Већинска вероисповест је православље.